# Live at Knebworth
Live at Knebworth е първият концертен албум на британския поп-певец Роби Уилямс. Той е записан и издаден през 2003 г. Албумът става най-продаваният албум, записан на живо в британската музикална история. Още първата седмица от издаването му, вече са проедадени 375, 000 копия.Live at Knebworth достига първата позиция и в чартовете в Австрия, Германия и Португалия. Към албума има и издадено DVD.

## Списък на песните
1. Let Me Entertain You – 5:55
2. Let Love Be Your Energy – 4:45
3. We Will Rock You – 1:19
4. Monsoon – 5:10
5. Come Undone – 5:34
6. Me and My Monkey – 7:20
7. Hot Fudge – 5:45
8. Mr. Bojangles – 5:25
9. She's the One – 5:44
10. Kids – 7:21
11. Better Man – 2:11
12. Nan's Song – 4:51
13. Feel – 5:17
14. Angels – 5:56